# Alysicarpus scariosus
Alysicarpus scariosus là một loài thực vật có hoa trong họ Đậu. Loài này được (Spreng.) Thwaites miêu tả khoa học đầu tiên.